# Ragnitz
Ragnitz är en ort och kommun i Österrike. Den ligger i distriktet Leibnitz i förbundslandet Steiermark.
Kommunen består av nio orter (Ortschaften) (inom parentes invånarantal 1 januari 2024):

- Badendorf (210)
- Edelsee (59)
- Gundersdorf (152)
- Haslach an der Stiefing (243)
- Laubegg (226)
- Oberragnitz (73)
- Oedt (192)
- Ragnitz (393)
- Rohr (55)